# Parc national de Xianju
Le parc national de Xianju (chinois : 仙居风景名胜区 ; pinyin : xiānjū fēngjǐng míngshèng qū), situé sur le Xian de Xianju, ville-préfecture de Taizhou, dans la province du Zhejiang, en république populaire de Chine a été promulgué au rang de parc national, lors de la quatrième série, le 17 mai 2002.
Le parc est notamment devenu célèbre en raison d'une peinture effectuée par une escaladeuse, sur une falaise du parc. Cela a attiré de nombreux visiteurs, mais pose des problèmes en raison de la dégradation du lieu protégé.
Un partenariat a été établi en 2017 avec le parc naturel régional des Ballons des Vosges via l'Agence française de développement afin de permettre à ce parc de bénéficier du retour d’expérience d'un parc français similaire et dont la finalité garanti ni de faire quitter les habitants de la zone ni d'obtenir un tourisme de masse. 